# Ґурка-Повелінська
Ґурка-Повелінська (пол. Górka Powielińska) — село в Польщі, у гміні Вінниця Пултуського повіту Мазовецького воєводства.
Населення — 44 особи (2011).
У 1975-1998 роках село належало до Цехановського воєводства.

## Демографія
Демографічна структура станом на 31 березня 2011 року:
|          | Загалом | Допрацездатний вік | Працездатний вік | Постпрацездатний вік |
| -------- | ------- | ------------------ | ---------------- | -------------------- |
| Чоловіки | 24      | 7                  | 16               | 1                    |
| Жінки    | 20      | 4                  | 10               | 6                    |
| Разом    | 44      | 11                 | 26               | 7                    |